# Heinz Geyer
Heinz Geyer (ur. 30 kwietnia 1929 w Lubaniu, zm. 3 czerwca 2008 w Berlinie) – niemiecki działacz komunistyczny i funkcjonariusz Stasi, generał major.

## Życiorys
W 1944 został powołany do Armii Czerwonej, po demobilizacji był uczniem fryzjera i pracował w tym zawodzie, w 1945 wstąpił do KPD. Od 1949 pracował w Stasi, był kursantem szkoły policji ludowej i od 1950 funkcjonariuszem rejonowej służby Stasi w Görlitz, 1951-1952 funkcjonariuszem, a 1952-1953 szefem Wydziału II (Kontrwywiadowczego) rejonowej służby Stasi w Lipsku. W latach 1953–1964 był I zastępcą szefa Okręgowego Zarządu Stasi w Lipsku ds. zagadnień operacyjnych, na początku 1959 p.o. szefa tego zarządu, 1960-1968 uczył się w Wyższej Szkole Stasi NRD, 1964-1965 kierował grupą doradców Stasi w Zanzibarze. Później pracował w centrali bezpieki jako zastępca szefa Wydziału A III Głównego Zarządu Wywiadowczego Stasi NRD (1956-1971), szef Wydziału A XI Głównego Zarządu Wywiadowczego Stasi NRD (luty 1971-kwiecień 1973), szef Wydziału A IX Głównego Zarządu Wywiadowczego Stasi NRD (maj 1973-lipiec 1977), zastępca szefa Głównego Zarządu Wywiadowczego Stasi NRD (sierpień 1977-listopad 1989) i szef sztabu tego Zarządu (lipiec 1982-listopad 1989). W październiku 1971 został pułkownikiem, a w 1982 generałem majorem, 1978-1979 uczył się w Wyższej Partyjnej Szkole Karola Marksa przy KC SED, w 1990 przeszedł na emeryturę. Był odznaczony Złotym Orderem Zasługi dla Ojczyzny (1985). W 1994 został aresztowany, w 2002 zwolniony.